# Amblyseius pamperisi
Amblyseius pamperisi är en spindeldjursart som beskrevs av Papadoulis 1997. Amblyseius pamperisi ingår i släktet Amblyseius och familjen Phytoseiidae. Inga underarter finns listade i Catalogue of Life.